# Château de Sancti Petri
Le château de Sancti Petri est une forteresse située au large de la ville de San Fernando au sud-ouest de l'Espagne en Andalousie. Il est l'un des forts qui servaient à la défense du chenal maritime du Caño de Sancti Petri (en).

## Description
De forme irrégulière et de style mauresque, il date du XIIIe siècle. Au cours du Ier siècle, les Phéniciens s'installèrent sur l'île, et y établirent un temple dédié à leur dieu Melkart. Lors de l'arrivée des Romains, ils le dédicacèrent à Hercule. La tour de guet du château est le plus vieux bâtiment actuel, tandis que les murs et l'intérieur sont du XVIIIe siècle. 
Le château était dans un état de détérioration avancée, mais les autorités des municipalités de San Fernando et Chiclana de la Frontera ont financé un programme de réhabilitation majeure. Il a été déclaré monument culturel par le décret du 22 avril 1949, et par la loi 16/1985, monument du patrimoine historique. En 1993, les autorités andalouses lui ont donné une reconnaissance spéciale parmi les châteaux de la communauté autonome d'Andalousie.

## Historique
20 septembre 1823 : Durant l'expédition d'Espagne, prise du fort de Sancti Petri par les troupes françaises aux ordre du contre-amiral des Rotours.

### Source
- (en) Cet article est partiellement ou en totalité issu de l’article de Wikipédia en anglais intitulé « Castle of Sancti Petri » (voir la liste des auteurs).